# Sepiana sepium
Espèce
Sepiana sepium, la decticelle échassière ou  decticelle des haies, est une espèce de sauterelles de la famille des Tettigoniidae.
Synonymie
- Platycleis (Sepiana) sepium

## Distribution
Europe ; en France : Vendée, Sud et Corse.